# Phyllodesmium parangatum
Phyllodesmium parangatum is een slakkensoort uit de familie van de Facelinidae. De wetenschappelijke naam van de soort is voor het eerst geldig gepubliceerd in 2003 door Ortiz & Gosliner.